# Sudud
Sudud (fr. Soudoud) – miasto w Mauretanii, w regionie Takant, siedziba administracyjna departamentu Sudud i gminy Sudud. W 2000 roku liczyło ok. 16,3 tys. mieszkańców.